# Samara (Volga)
 For alternative betydninger, se Samara (flertydig). (Se også artikler, som begynder med Samara)
Samara (russisk: Самара, tr. Samara) er en venstre biflod til Volga i Orenburg og Samara oblast i Den russiske føderation. Floden udspringer i Obsjtjij Syrt (dansk: ~ Obsjtjij højland) i Perevolotskij rajon, Orenburg oblast og udmunder i Saratovreservoiret ved Samara i Samara oblast.
Floden er 594 km lang, har et afvandingsareal på 46.500 km² og en middelvandføring på 50 m³/s ved udmundingen i Saratovreservoiret ved byen Samara. Den største bifloder til Samara er Bolsjoj Kinel.
Floden nævnes første gang i år 921 af den arabisk rejsende Ahmad ibn Fadlan som "Samur". Der er mange versioner af oprindelsen af navnet Samara, en af dem, den mest berettigede ud fra et sprogligt, geografisk og historisk synspunkt, henviser til at hydronymet "Samara" stammer fra det indoiranske og indoariske "skotovodov", der har betydningen "sommerflod/sommervand".